# Jean-Michel Alberola
Pour les articles homonymes, voir Alberola (homonymie).
Jean-Michel Alberola est un peintre, graveur, sculpteur et photographe français né en 1953 à Saïda (Algérie).
Rattaché au mouvement de la figuration libre durant les années 1980, il vit et travaille à Paris.

## Biographie
Né à Saïda en 1953, Jean-Michel Alberola quitte l'Algérie avec sa famille en 1962 et s'installe en France.
Jean-Michel Alberola fait ses études universitaires à Aix-Marseille.
Depuis 1982, il est représenté par la galerie Daniel Templon à Paris et Bruxelles.  
Il est professeur aux Beaux-Arts de Paris de 1991 à 2018.

## Démarche artistique
L'œuvre de Jean Michel Alberola est protéiforme et interdisciplinaire. À la fois peintre, sculpteur et cinéaste, il cherche à associer la peinture à l'écriture et à la parole. 
C’est au début des années 80, avec la vague du « retour de la figuration », et l’émergence de la « peinture cultivée » que Jean-Michel Alberola commence à se faire connaître. Signant ces tableaux « Acteon Fecit », en référence à la figure mythologique d'Actéon dont se sent proche, il convoque les maîtres anciens, de Tintoret à Watteau en passant par Giotto ou Velazquez. Il ne semble pas y avoir de rupture entre la création et la vie. Ses références à histoire de l’art servent une réflexion sur le mystère de la peinture et la place de l’artiste dans la société contemporaine. Ses sources d'inspiration sont souvent bibliques et mythologiques. Il y puise des motifs iconographiques qu'il insère dans ses œuvres sous forme de fragments isolés. On peut voir ses toiles comme des puzzles à reconstituer, des rébus à élucider. Sa vaste érudition lui permet de développer une mythologie personnelle dans laquelle se définir. Son œuvre est à la fois biographique et situationnelle
En 1996, dans le cadre d'une commande publique, il a réalisé pour la Chalcographie du Louvre une gravure à l'aquatinte intitulée Le Deuxième Repas des paysans. Lors de l'exposition « Ponctuation 7 » en 2012, son travail s'est concentré sur des œuvres de Watteau et de Giotto.
Sa rétrospective au Palais de Tokyo en 2016 (commissaire Jean de Loisy) met en avant sa démarche en rhizome. Comme l'écrit Catherine Grenier "Son travail est hanté par cette question : qu'est ce que l'art a encore à nous dire après les grandes catastrophes du XXème siècle ? Et cela se voit dans ses formes, souvent parcellaires et fragmentées, avec des morceaux de corps, de motifs, de langage". Parmi les sujets développés, on retrouve les thèmes du "Roi de rien", de la question du pouvoir, des émeutes raciales de Watts, la figure d'Arthur Rimbaud et celle de Franz Kafka. Ses oeuvres font souvent référence à la musique et notamment au jazz et au rock : Bo Didley, Janis Joplin ou Frank Zappa.

## Œuvres
- La Nuit de Suzanne, 1982, diptyque, huile sur toile, 324 × 130 cm, musée d'Art de Toulon.
- Le Projectionniste, 1992, sanguine, gouache et pastel sur papier, Paris, musée national d'Art moderne.
- Le Clown, 1992, fusain, gouache et pastel sur papier, Paris, musée national d'Art moderne.
- Abécédaire, un conte pour enfants, 2003, peinture murale, Fontenay-le-Comte[10].
- D’après Holbein, encre de Chine et aquarelle, 26 × 18 cm, Paris, École nationale supérieure des beaux-arts[11]. Les Beaux-Arts de Paris conservent deux dessins de l'ensemble de treize feuilles que l'artiste avait composé pour une publication consacrée à Holbein en 1938. Il a pris pour modèle le portrait alors considéré comme étant celui du célèbre philosophe et alchimiste Paracelse et conservé au Kupferstichkabinett de Bâle. Avec une grande liberté vis-à-vis du modèle, il saisit des détails différents en les isolant comme autant de fragments transformés en éléments constitutifs d’un rebus énigmatique[12].

### Publications
- Si la neige devenait plus blanche, Avec/Royaumont, 1985, avec Jean Daive.
- « L'Assise », dans Didier Ottinger (dir.), Michel Surya, Chaké Matossian, Daniel Dobbels, Jacques Henric, Jean-Louis Baudry, Bernard Marcadé et Sylvia Colle-Lorant, Bataille : Georges Bataille une autre histoire de l’œil : mars-juin 1991 (catalogue exposition), Les Sables-d'Olonne, Musée de l'abbaye Sainte-Croix des Sables-d'Olonne, coll. « Cahiers de l'Abbaye Sainte-Croix » (no 69), février 1991, 110 p. (BNF 35530622), p. 68  — L'exposition présente des ouvrages de Georges Bataille, accompagnés par des œuvres, peintures, dessins et sculptures, de Jean-Michel Alberola, Francis Bacon, Balthus, Hans Bellmer, Vincent Corpet, Max Ernst, Jean Fautrier, Alberto Giacometti, Pierre Klossowski, Willem de Kooning, André Masson, Joan Miró, Malcolm Morley, Pablo Picasso, François Rouan, et Dorothea Tanning.
- Le Seul État de mes idées 1, Ereme, 2006 (ISBN 2-915337-14-4 et 978-2-915337-14-3, OCLC 174040534, lire en ligne).
- La Vie de Debord, Item éditions, Paris, 2006.
- La Précision des terrains vagues, Un, Deux… Quatre Éditions, Saint-Étienne, 2008.
- Huile sur toile : musée des beaux-arts de Nancy, 30 octobre 2008-28 janvier 2009, Paris, Ereme, 2008, 121 p. (ISBN 978-2-915337-67-9 et 2-915337-67-5, OCLC 301951196, lire en ligne).
- L'Aventure des détails, Dijon/Paris, Les Presses du réel / Palais de Tokyo, 2016, 96 p. (ISBN 978-2-84066-859-6, 2-84066-859-9 et 978-2-84711-066-1, OCLC 945349310, lire en ligne).
- Avec Catherine Grenier, Jean-Michel Alberola : tableaux, Paris, Flammarion, 2016, 239 p. (ISBN 978-2-08-133722-0 et 2-08-133722-3, OCLC 945727719, lire en ligne).

### Illustration
- Conception graphique de l'ouvrage de Mikhaïl Gromov, Introduction aux Mystères, Actes Sud, 2012.

## Expositions personnelles
- 1982 :
  - Suzanne et les vieillards, Paris ;
  - Bonlow Gallery, New York.
- 1983 :
  - Foire de Stockholm, Suède (galerie Daniel Templon) ;
  - Galerie Raab, Berlin ;
  - Engström Gallery, Stockholm ;
  - Foire de Venise (Daniel Templon).
- 1984 :
  - Suzanne et les vieillards, galerie Daniel Templon, Paris ;
  - Les images peintes 1978-83, galerie municipale de Saint-Priest, musée des beaux-arts du Havre, abbaye de Fontevraud ;
  - Remake, galerie Kaj Frosblom, Helsinki et galerie Grafiart, Turku, Finlande ;
  - Présentation de l'Actéon Invenit, Ghislain Mollet-Viéville, Paris.
- 1985 :
  - Courir deux lièvres à la fois, Arnolfini Gallery, Bristol ;
  - Sculptures récentes, galerie Daniel Templon, Paris ;
  - Présentation du toréador aléatoire, Gimpl Fils Gallery, Londres ;
  - Participation à la Biennale de Paris ;
  - La Peinture, l'Histoire et la Géographie, Centre Georges-Pompidou, Galeries contemporaines, Paris.
- 1986 :
  - De tous les saints (baptême), Institut français, Naples ;
  - De tous les saints, musée Cantini, Marseille ;
  - La Peinture, l'Histoire, la Géographie et le Commerce, Kunsthalle, Düsseldorf ;
  - Retour d'Afrique, Institut français, Naples.
- 1987 :
  - Impressions d'Afrique, association Centre d'art contemporain Passages, Troyes ; musée de la Chaussure, Romans-sur-Isère et Musée Faure à Aix-les-Bains ;
  - Dérèglements de comptes 1re partie, avec Michel Henochsberg, Frans Hals Museum, Haarlem ;
  - Présentation de l'ex-voto, galerie Pietro Sparta, Chagny ;
  - Reine de banlieue, château de Saint-Ouen ;
  - 11 ans après, école des Beaux-Arts de Mâcon ;
  - Suzanne et les vieillards, galerie Daniel Templon, Paris ;
  - Galerie Catherine Issert, Saint-Paul, avec Bertrand Lavier et Erik Dietman.
- 1988 :
  - Diverses considérations concernant la première apparition de B. Gracian à Rouen, chapelle du lycée Corneille et chapelle Saint-Louis de Rouen ;
  - Exposition-vente, galerie Daniel Templon, Paris.
- 1989 :
  - Galerie des Beaux-Arts, Bruxelles ;
  - Galerie Catherine Issert, Saint-Paul-de-Vence, avec Bertrand Lavier et Erik Dietman ;
  - Œuvres récentes, galerie Daniel Templon, Paris.
- 1990 :
  - Galerie Kaj Forsblom, Helsinki ; musée des beaux-arts, Toronto ;
  - Galerie Pascuale Trisorio, Naples ;
  - Astronomie populaire, musée des beaux-arts, Nîmes ;
  - Galerie Marthe Carreton, Nîmes ;
  - Galerie Daniel Templon, Paris ;
  - Galerie Interface, Nîmes.
- 1991 :
  - Galerie Catherine Issert, Saint-Paul, avec Bertrand Lavier et Erik Dietman ;
  - Commanderie Saint-Jean, musée de Nimègue, Pays-Bas.
- 1992 :
  - Éric Linard Éditions, Strasbourg ;
  - Les rendez-vous de l'ARC, présentés par Bernard Marcadé, musée d'Art moderne, Paris.
- 1993 :
  - Galerie Daniel Templon, Paris ;
  - Avec la main droite, musée d'Art moderne, cabinet d'Art graphique, Centre Georges-Pompidou ;
  - Galerie Catherine Issert, Saint-Paul.
- 1994 :
  - Ce qu'il reste de l'Impression d'Afrique !, galerie Patrick Martin, Lyon ;
  - Quelque chose, galerie Knapp, Lausanne ;
  - Rien, Courtesie Daniel Templon, Paris.
- 1996 :
  - Qu'y a-t-il dans les poches du Gilles ?, Fonds régional d'art contemporain de Picardie ;
  - Un groupe de…, galerie Natacha Knapp, Lausanne.
- 1997 :
  - Jean Michel Alberola, musée d'Art moderne de la ville de Paris ;
  - Autour de 39 polaroïds de Georges Perec, commissaire Jacques Poli, école régionale des beaux-arts de Rouen ;
  - Figures et paysages, œuvres du Frac Île-de-France, un choix de Y. Michaud, CRAC Altkirch ;
  - Version originale sous-titrée, Galerie nationale slovaque, Bratislava ;
  - Galerie Catherine Issert, Saint-Paul.
- 1998 :
  - Corpus, galerie Knapp, Lausanne ;
  - Il parle, je peins, Fonds régional d'art contemporain de Picardie ;
  - Ni pelote, ni poker, musée des Beaux-Arts de Chartres ;
  - Un air connu, musée d'Art et d'Histoire de Genève ;
  - Une semaine de vacances, galerie du Grand Wazoo, Amiens.
- 1999 :
  - Exposition de groupe, galerie Claudine Papillon, Paris ;
  - Présentation de trois murs peints, galerie Item, Paris ;
  - Plakate in der Stadt, un projet du FRAC Picardie, Weimar ;
  - Un parasite, galerie Daniel Templon, Paris.
- 2000 :
  - Terriblement forain, Centre d’art contemporain Passages, Troyes ;
  - Le voisin, chapelle des Jésuites, Rencontres d'Arles ;
  - Fiac 2000, galerie Item, Paris.
- 2002 :
  - J’ai l’impression de parler à un mur, galerie Daniel Templon, Paris ;
  - Je ne m’appelle pas Pierrot, je m’appelle Ferdinand, Institut franco-japonais, Tokyo ;
  - Galerie Knapp, Lausanne.
- 2003 : FRAC Picardie.
- 2004 : Chez Daniel, galerie Daniel Templon, Paris.
- 2005 :
  - Galerie Catherine Issert, Saint-Paul-de-Vence ;
  - Galerie Daniel Templon, Paris.
- 2006 :
  - Les Grands et les Petits, La Verrière Hermès, Bruxelles ;
  - La Force de l'Art, Paris ;
  - La Tristesse du Roi, Creil.
- 2007 :
  - Galerie Catherine Issert, Saint-Paul-de-Vence ;
  - Musée d'art moderne de Saint-Étienne[13] ;
  - Éclairage en groupe, galerie Daniel Templon, Paris.
- 2008 :
  - La précision des terrains vagues (extension), musée d'art moderne de Saint-Étienne ;
  - Rétrospective huile sur toile, musée des beaux-arts de Nancy[14].
- 2009 : L'Œuvre Imprimé, BnF François Mitterrand, Paris 13e.
- 2011 : L'Œuvre Imprimé, Centre de la gravure et de l'image imprimée, La Louvière (Belgique).
- 2012 : Trente ans, œuvres sur papier 2001 - 2011, galerie Daniel Templon, Paris.
- 2014 : Jean-Michel Alberola, 2014, galerie Daniel Templon, Paris[15].
- 2016 :
  - L'Aventure des détails, palais de Tokyo, Paris[16],[17] ;
  - Les Détails de l'aventure, galerie Daniel Templon, Paris[18],[19].
- 2018 : Cosmos 1939, Georges Salles/ Walter Benjamin, Centre Dominique-Vivant Denon, Paris, musée du Louvre.
- 2019 : exposition de groupe, galerie Daniel Templon, Bruxelles[20].
- 2021 : Le roi de rien, la reine d’Angleterre et les autres, Galerie Daniel Templon, Paris[21].
- Exposition permanente à l'hôtel-restaurant La villa du Lac, Divonne-les-Bains.

## Distinctions
Commandeur de l'ordre des Arts et des Lettres